# Modelo físico

Modelo de Drude, donde electrones independientes, en azul, siguen al gradiente de campo eléctrico, y chocan contra iones rígidos, en rojo.

Un modelo físico puede referirse a una construcción teórica (modelo matemático) de un sistema físico. También a un montaje con objetos reales que reproducen el comportamiento de algunos aspectos de un sistema físico o mecánico más complejo a diferente escala (modelo material en miniatura). El término aparece con diferentes acepciones en el ámbito de la física o en el de la física aplicada, como la ingeniería.

## En la física
Se dice que una determinada teoría física es un modelo o un modelo físico teórico cuando su dinámica interna (las leyes básicas de evolución temporal que vienen determinadas por el hamiltoniano) no se conocen exactamente. O cuando son conocidas pero, si lo que se busca es estudiar exclusivamente algunos detalles particulares  de un sistema complejo, puede resultar rentable (técnicamente) emplear otro tipo de dinámica (ficticia) que hace que el comportamiento en estudio del sistema completo sea aproximadamente igual que el que tendría con la dinámica más complicada.
Estos modelos se aplican en todas las áreas de la física (meteorología, termodinámica, física nuclear, materiales, etc.) excepto en física teórica. Como cualquier teoría física, un modelo de este tipo, reduciendo el comportamiento observado a hechos fundamentales más básicos, ayuda a explicar y predecir el comportamiento de un sistema físico bajo circunstancias diversas. Sin embargo, al no estar basado en una descripción fundamentalmente correcta, se espera que el modelo falle fuera de su campo de aplicación.

### Hamiltoniano modelo
Los modelos físico teóricos a veces se plasman en forma de un hamiltoniano efectivo o hamiltoniano modelo que 
hamiltoniano no considera explícitamente todas las variables del sistema, sino que las resume en un pequeño número de interacciones. Aunque sus funciones propias sólo contienen una pequeña parte de la información necesaria para una descripción completa, se busca que las diferencias entre sus valores propios se corresponden exactamente a las diferencias entre las energías reales, por lo que pueden usarse para racionalizar propiedades medidas experimentalmente. Su objetivo es comúnmente una descripción simplificada del problema, en la que se estudia de forma rigurosa el efecto de un fenómeno concreto, usando una descripción implícita del resto de fenómenos. Estrictamente, hay diferencias sutiles entre los hamiltonianos efectivos y los hamiltonianos modelo, derivadas de la forma de parametrizar las interacciones. Se usan hamiltonianos modelo como herramienta auxiliar en un amplio rango de campos de la física, incluyendo la física de la materia condensada, la óptica y la física nuclear.
El uso de hamiltonianos efectivos, frente a los hamiltonianos cuánticos completos, tiene como principal ventaja el hacer el sistema más comprensible de forma intuitiva, ya que resulta más sencillo razonar y proponer modelos teóricos sirviéndose de interacciones parametrizadas. Por otra parte, es posible trabajar con sistemas mucho mayores, ya que los cálculos cuánticos completos son mucho más costosos computacionalmente. La principal desventaja de los hamiltonianos efectivos es que carecen por sí mismos de poder predictivo: han de apoyarse en datos experimentales (o en cálculos rigurosos) externos para estimar los valores de los parámetros.
En la descripción de compuestos magnéticos, se usan comúnmente hamiltonianos efectivos en vez de, por ejemplo, el hamiltoniano molecular completo, que incluye gran cantidad información química que resulta irrelevante para la descripción de las propiedadesmagnéticos. Se habla, por ejemplo, de hamiltonianos de espín para describir fenómenos tan variados como el campo de ligantes, el canje magnético, el acoplamiento espín-órbita, el desdoblamiento a campo nulo, el efecto Zeeman, la estructura hiperfina o el acoplamiento vibrónico. Efectivamente, los principales operadores incluidos en estos hamiltonianos sólo dependen de variables de espín, como {\displaystyle S}, {\displaystyle S_{z}} y/o {\displaystyle S^{2}}.

### Modelo físico práctico
Por otro lado un modelo físico práctico es una realización material concreta, con la que no necesariamente pretende construirse una teoría sino ampliar el conjunto de hechos observados que pueden servir para confirmar o reformular las teorías. Estos modelos físicos prácticos son objeto de  experimentos sobre los que amplían la base de los hechos observados. En física los modelos físicos prácticos son sólo un paso intermedio hacia la formulación de modelos físicos teóricos, que a su vez son la base de las teorías físicas.

## En la ingeniería
En ingeniería los modelos físicos, por contraposición a los modelos matemáticos y a los modelos analógicos,normalmente son construcciones en escala reducida o simplificada de obras, máquinas o sistemas de ingeniería para estudiar en ellos su comportamiento y permitir así perfeccionar los diseños, antes de iniciar la construcción de las obras u objetos reales. Por ese motivo, a este tipo de modelo se le suele llamar también modelo reducido o modelo simplificado.
Se utilizan con frecuencia para el estudio de represas, puentes, esclusas, puertos, aeronaves en túneles de viento, etc. Muchas veces, para obras complejas como, por ejemplo, una represa, se puede requerir la construcción de más de un modelo. En este ejemplo se acostumbra estudiar un modelo general de la disposición de la presa, con todas sus partes, un modelo específico a una escala mayor para el vertedero y la cuenca de disipación, otro para la o las bocatomas, uno diferente para la descarga de fondo.